# Johann Gottlieb Otto Tepper
Johann Gottlieb Otto Tepper (Neutomischel, 9 aprile 1841 – Norwood (Australia Meridionale), 16 febbraio 1923) è stato un entomologo tedesco naturalizzato australiano.

## Biografia
Johann Gottlieb Otto Tepper era il figlio maggiore di Johann Christoph Tepper e Johanne Wilhelmine Protsch. La numerosa famiglia emigrò in Australia per motivi politici e religiosi nel marzo 1847, dove si stabilì a Lyndoch, nell'Australia Meridionale.
Tepper ha frequentato la scuola a Hoffnungsthal e ha lavorato fin dall'età di 14 anni nel campo dell'agricoltura. Nel 1865 ricevette la cittadinanza anglo-australiana a Tanunda.
Tepper fu formato come insegnante dal riformatore scolastico Carl Mücke, ricevette il suo primo incarico di insegnante a New Mecklenburg nella Barossa Valley nel 1867 e sposò Jane Brock. In seguito, cambiò lavoro di frequente.
Dal 1873 Tepper pubblicò una serie di articoli scientifici sul mondo vegetale nell'area intorno a Nuriootpa e Ardrossan e nel 1895 scrisse il contributo Die Flora von Clarendon und Umgebiet (South Australia) per il Botanical Centralblatt pubblicato in Germania. Nel 1883 fu impiegato come collezionista per la collezione di storia naturale del South Australian Museum e fu il loro bibliotecario, numismatico ed entomologo dal 1888 al 1911. Pubblicò i suoi trattati in Garden and Field e in Transactions of the Royal Society of South Australia, diventandone membro nel 1878 e diventando membro onorario nel 1912.

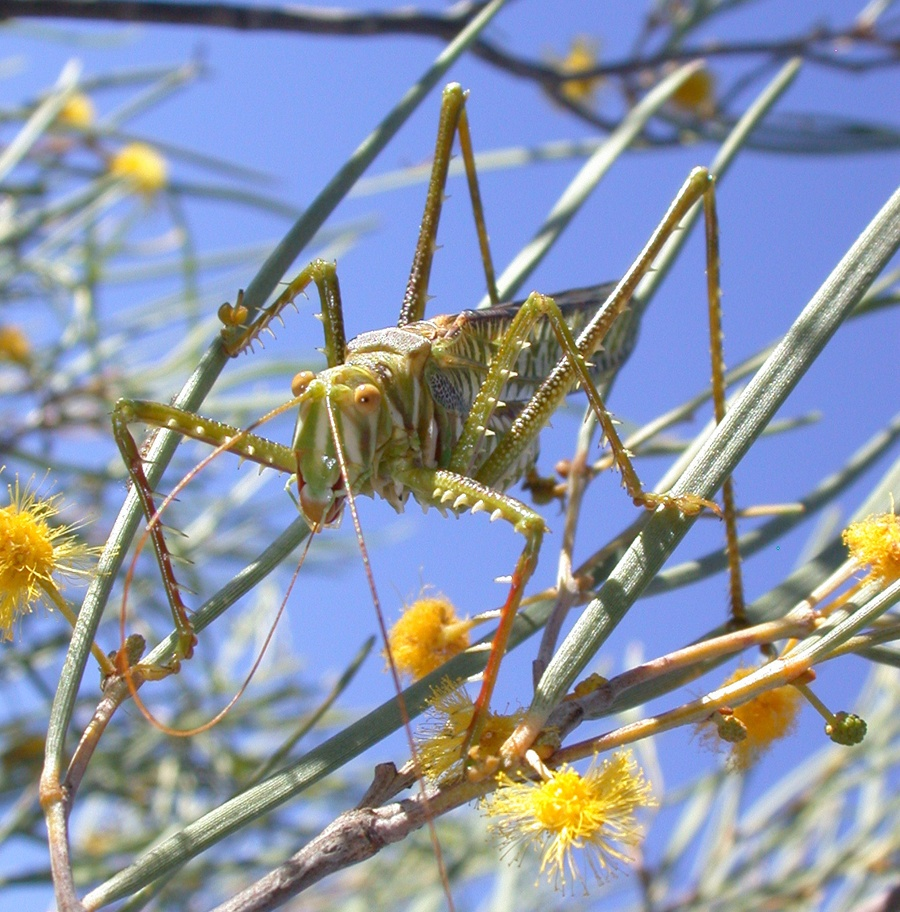
Chlorobalius leucoviridis (2009)

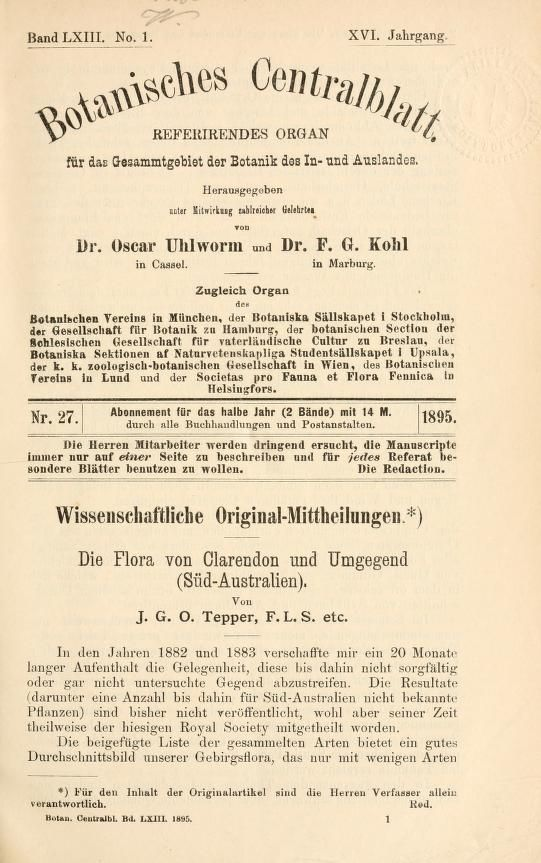
Giornale centrale botanico del 1895

È stato co-fondatore della Field Naturalists Society of South Australia. Con Ralph Tate ha condotto una campagna per l'istituzione del Flinders Chase National Park a Kangaroo Island.
Nel 1879 fu eletto Fellow della Linnean Society of London e fu membro della Society of Science, Letters and Art di Londra per un breve periodo. È stato membro anche di altre società scientifiche, tra cui l'American Association for the Advancement of Science.
Tepper descrisse 164 specie di insetti, inclusi i katydidi Chlorobalius leucoviridis e l'Ephippitythoidea sparsa . A lui sono stati intitolati alcuni insetti, tra cui Apteronomus tepperi, Pseudoliara tepperi e Conoderus tepperi. Descrisse anche varie piante e funghi, come Dodonaea tepperi, Helichrysum tepperi e, endemico dell'isola dei canguri, Stylidium tepperianum. La sua abbreviazione di autore botanico è Tepper.

## Opere (selezione)
- J. G. O. Tepper, The rainfall problem and the causes of rain failure, 1915.